# Hamid Ali Khan di Rampur
Hamid Ali Khan Bahadur (Rampur, 31 agosto 1875 – Rampur, 20 giugno 1930) è stato un principe indiano.
Fu Nawab di Rampur dal 1889 al 1930.

## Biografia
Hamid Ali Khan, appena tredicenne, ascese al trono di Rampur dopo la morte del padre, con un consiglio di reggenza che, data la sua minore età,  perdurò sino al 1896, quando il viceré Victor Bruce, IX conte di Elgin lo investì dei pieni poteri.
Durante il suo regno, godette del rispetto dell'amministrazione britannica in India: durante la prima guerra mondiale inviò dei soldati in sostegno al Regno Unito nei teatri di guerra del Medio Oriente e dell'Africa Orientale tedesca. Strenuo sostenitore della necessità di espandere la cultura nel suo popolo, Hamid Ali aprì diversi collegi nel territorio di sua competenza, oltre a fondare il Lucknow Medical College ed l'Aligarh Muslim University. Fu inoltre tra i fondatori dello Shia College di Lucknow.
Morì nel 1930 a 54 anni di età e dopo 41 anni di regno. Fu sepolto a Karbala, in Iraq, da dove i suoi antenati provenivano. Gli succedette al trono il figlio Raza Ali Khan Bahadur.

## Onorificenze

### Posizioni militari onorarie
| Forza militare      | Unità    | Posizione         | Anno |
| ------------------- | -------- | ----------------- | ---- |
| British Indian Army | Esercito | Maggiore generale | 1928 |